# Dorothy Gilford
Pour les articles homonymes, voir Gilford.
Dorothy Morrow Gilford (1919 - 6 décembre 2014) est une statisticienne américaine à la tête de la Division des sciences mathématiques de l'Office de la recherche navale, du Centre américain des données statistiques en éducation et, à un moment, présidente du Conference Board of the Mathematical Sciences. 

## Enfance et éducation
Dorothy Jeanne Morrow est née à Ottumwa, dans l'Iowa, mais grandit à Lincoln, au Nebraska, puis à Los Angeles et à Seattle. Son père, directeur des ventes chez un fabricant de pneus, est décédé alors qu'elle est âgée de huit ans. Elle obtient son diplôme de fin d'études secondaires à l'âge de 15 ans et, sur les conseils d'un conseiller scolaire, elle étudie les mathématiques à l'université de Washington avec une mineure en botanique. Elle reste à Washington pour une maîtrise et ses intérêts se sont tournés vers les mathématiques plus appliquées après avoir suivi un cours sur la science actuarielle et la statistique avec Zygmunt William Birnbaum.
Comme elle postule aux programmes de doctorat pendant la Seconde Guerre mondiale, la compétition est moindre et Morrow a le choix parmi de nombreux programmes. Au départ, elle choisit le Bryn Mawr College, où elle travaille avec Hilda Geiringer sur la génétique. En 1942, à l'invitation d'Harold Hotelling, elle est transférée à l'Université Columbia. Elle déteste l'atmosphère froide et les professeurs distants, et elle retourne à Bryn Mawr après un an, mais elle continue à travailler avec Hotelling. Sans terminer son doctorat, elle occupe un poste de professeur à l'Université George-Washington. Elle achève une thèse sur les mathématiques liée à la distribution T-squared de Hotelling, mais à ce moment-là, Hotelling a déménagé en Caroline du Nord et le reste du corps professoral de Columbia n’est pas réceptif. Elle n’a donc jamais terminé son doctorat.

## Carrière
Morrow épouse Leon Gilford en 1950, retourne à Washington après des tentatives infructueuses pour terminer son doctorat et commence à consulter pour le gouvernement, d'abord au Naval Medical Research Institute (en), puis peu après à la Civil Aeronautics Administration, où elle devient responsable de la biométrie, effectuant des analyses statistiques sur les informations médicales des pilotes d’avions. Elle rejoint ensuite la Commission fédérale du commerce en tant que directrice adjointe des statistiques financières.
À l’invitation de Herbert Solomon (en), qui avait étudié avec elle à Columbia, elle s’installe à l’Office of Naval Research (ONR) en 1955. Elle dirige sa branche de statistique sous la direction de Joseph Weyl, fils du mathématicien Hermann Weyl et directeur des sciences mathématiques à l'ONR à cette époque. Après une réorganisation, elle dirige à la fois les statistiques et la logistique chez ONR. Après le remplacement de Weyl, Fred Rigby, s'installe à l'Université Texas Tech, Gilford est promue de nouveau, au poste de directeur des sciences mathématiques. Elle devient la deuxième femme directrice après Mina Rees, qui avait fondé le département. Pendant ce temps, elle passe également une année à l'Université Carnegie-Mellon, où elle travaille sur une deuxième thèse sur la relation entre la gestion du temps du corps professoral et les objectifs institutionnels, mais elle ne réussit pas à terminer son doctorat.
Pendant cette période, Gilford est également active au service des sociétés professionnelles pour ses domaines. Elle est secrétaire de l'Institut de statistique mathématique de 1960 à 1964, elle travaille avec l'Institut international de statistique et préside le Conference Board of the Mathematical Sciences. 
En 1968, Gilford quitte l'ONR, à un moment où celle-ci s'éloignait de la recherche fondamentale pour se consacrer davantage à la recherche militaire appliquée en vertu de l'amendement Mansfield. Elle rejoint ensuite le Département de la Santé et des Services sociaux des États-Unis, où elle dirige le Centre américain des données statistiques en éducation. Elle prend sa retraite du service fédéral en 1974 et vient travailler pour l'Académie nationale des sciences. Elle a par la suite été impliquée dans le Comité de la statistique nationale et a fondé et dirigé le Conseil des études comparatives internationales en éducation. Après 19 autres années de travail, elle prend sa retraite une seconde fois.

## Publications
Elle est la rédactrice en chef de The Aging Population in the Twenty-First Century: Statistics for Health Policy (National Academies Press, 1988).

## Prix et distinctions
En 1965, le président Lyndon B. Johnson décerne à Gilford le Prix fédéral féminin, un honneur limité à cinq femmes par an,. Elle était la deuxième statisticienne à recevoir ce prix, après Aryness Joy Wickens.
Gilford est élue membre de l'American Statistical Association en 1961, deux ans avant que son mari obtienne le même honneur. Elle est également membre de l’Institut de statistique mathématique et membre élue de l’Institut international de statistique.